# Concilie van Efeze (449)
Het Concilie van Efeze II werd in 449 bijeengeroepen door keizer Theodosius II. De synode kreeg van paus Leo I de bijnaam van roverssynode (latrocinium), omdat een aantal van de besluiten van het concilie werden afgedwongen door de aanwezigheid van gewapende monniken. De beslissingen van het concilie werden twee jaar later herroepen op het Concilie van Chalcedon.

## Aanleiding
In november 448 werd in Constantinopel de archimandriet Eutyches afgezet door patriarch Flavianus. De reden voor de afzetting was dat Eutyches niet wilde instemmen met een theologische formulering die benadrukte dat Christus twee naturen had, een goddelijke en een menselijke. Eutyches was een aanhanger van het monofysitisme, de opvatting dat Christus slechts één natuur had, de goddelijke. Eutyches had goede contacten met Chrysaphius, de eerste minister van keizer Theodosius II, en op zijn verzoek riep de keizer tegen 1 augustus 449 een concilie bijeen in Efeze.

## Samenstelling
De keizer zorgde door gericht uitnodigingen te versturen voor een eenzijdige samenstelling van het concilie. Hij kon er niet om heen om de paus van Rome en de vier bisschoppen van Constantinopel, Antiochië, Alexandrië en Jeruzalem uit te nodigen, maar verder kwamen er vooral aanhangers van het monofysitisme, terwijl hun tegenstanders geweerd werden. Zo mocht de belangrijkste bestrijder van het monofysitisme, Theodoretus van Cyrrhus, niet aan het concilie deelnemen. Eutyches nam een grote groep monniken mee naar Efeze en uit Egypte kwam een grote afvaardiging van miafysieten onder leiding van bisschop Dioscorus van Alexandrië. De keizer zelf zorgde voor een grote groep gewapende soldaten.

## Het concilie
Op 8 augustus 449 werd het concilie geopend. De keizer stelde de monofysitische bisschop Dioscorus aan als voorzitter. De afgezanten van paus Leo I wilden direct na de opening een brief van hem voorlezen, waarin hij de opvattingen van Eutyches afwees en partij koos voor bisschop Flavianus. Dit werd hen echter verboden door de voorzitter. Nadat Dioscorus een gekleurd verslag had gegeven van het proces tegen Eutyches werd het vonnis tegen de abt ongedaan gemaakt. Toen hij ook Flavianus van Constantinopel en Eusebius van Dorylaeum wilde afzetten, maakten sommige bisschoppen en een van de afgezanten van de paus, zijn latere opvolger Hilarius, bezwaar. Hierop liet Dioscorus de deuren van de kerk openen zodat gewapende medestanders en soldaten van de keizer in de kerk konden komen. De deuren werden gesloten waarna de concilieleden gedwongen instemden met de afzetting van de beide bisschoppen.

## Nasleep
Flavianus werd mishandeld en in ballingschap gezonden naar Frygië, maar stierf onderweg. Ook Eusebius van Dorylaeum wachtte hetzelfde lot, maar hij wist net als verschillende andere orthodoxe bisschoppen te ontsnappen naar Rome. De keizer keurde de besluiten van het concilie goed, maar paus Leo I verklaarde alles wat te Efeze gebeurd was ongeldig en noemde het een latrocinium (roverssynode), de naam waaronder het concilie bekend bleef. De keizer stierf kort daarna en werd opgevolgd door de militair Marcianus, die snel getrouwd was met Theodosius' orthodoxe zuster Aelia Pulcheria. Zij riepen al snel een nieuwe concilie bijeen, het Concilie van Chalcedon, dat op 8 oktober 451 geopend werd. Hier werden alle besluiten van het Concilie van Efeze van 449 herroepen.
Zie ook: Historische achtergrond van het concilie van Chalcedon.